# ウエスト・ヘンドン
ウエスト・ヘンドン（West Hendon）は、ロンドンのバーネット・ロンドン特別区にある地域である。ヘンドンの一部であり、ザ・ハイドとも言われる。